# Зілга-Хох
Зілга-Хох (груз. ზილგახოხი, ос. Зилгæ хох, дослівно: «повертаюча гора») — вершина вододільного Кавказького хребта, Грузії.
Висота: 3853 м (12645 футів) над рівнем моря.
На північно-східному схилі гори знаходиться витік Терека.
Дещо західніше вершини Зільга-хох знаходиться Рокський перевал, що веде від верхів'їв річки Діді-Ліахві (притока Кури) до верхів'їв Ардону (приплив Терека). На схід знаходиться Трусівська ущелина. Південніше розташоване Кельське плато, що є туристичною пам'яткою.

## Ресурси Інтернету
- Зилга-Хох [Архівовано 7 лютого 2015 у Wayback Machine.]

## Виноски
1. ↑  GEOnet Names Server — 2018.